# 安田剛助
安田 剛助（やすだ こうすけ）は、日本の漫画家、漫画原作者。2011年に『ウルトラジャンプ』（集英社）誌上にて「VS口裂け女」を読切掲載。以後、同誌や『ヤングアニマル』（白泉社）、『となりのヤングジャンプ』（集英社）などにて、連載作や読切作品を執筆しており、2020年からは『コミックキューン』（KADOKAWA）誌上にて「姫ヶ崎櫻子は今日も不憫可愛い」を連載中。

## 人物
2名によるユニット作家である。

## 作品リスト

### 連載
- in THE ROOM（『ウルトラジャンプ』2013年 - 2014年）- 短期連載作品。
- KILLER☆KILLER GIRLS![3]（『となりのヤングジャンプ』2014年[4] - 2016年）
- じけんじゃけん！（『ヤングアニマル嵐』→『ヤングアニマル』2016年1号[5] - 2020年2号[6]）
- 私と彼女のお泊まり映画（『くらげバンチ』2016年[7] - 2018年）
- 草薙先生は試されている。[8][9]（『ツイ4』2017年 - 2019年）
- 痩せたいさんと失恋ちゃん（漫画：文尾文、『ウルトラジャンプ』2018年11月号[10] - 2019年6月号[11]）
- 姫ヶ崎櫻子は今日も不憫可愛い（『コミックキューン』2020年5月号[12] - 連載中）
- となりの信國さんは俺のことが好きな気がする（『ヤングアニマル』2020年19号[13] - 2024年17号[14]）
- 聖女セレスティアの経験値（作画：藤島真ノ介、『となりのヤングジャンプ』2022年1月7日[15] - 2023年3月28日） - 原作担当[15]。『淫らな聖女様の経験値』のタイトルで短期集中連載され[15]、本連載に伴い改題。

### 読み切り
- VS口裂け女（『ウルトラジャンプ』2011年12月号[1]） - デビュー作[1]。
- 生徒会戦争（『ウルトラジャンプ』2012年）
- サイコロジック（『ウルトラジャンプ』2013年）
- 放課後ロールプレイング（『ヤングアニマルDenshi』2015年）
- プリンシズ☆トーク〜私立乙女ヶ峰学園生徒会議事録〜（『ウルトラジャンプ』2016年）
- プリンシズ☆トーク〜私立乙女ヶ峰学園生徒会議事録〜 2議案目（『ウルトラジャンプ』2016年）
- 痩せたいさんと失恋ちゃん（漫画：文尾文、『ウルトラジャンプ』2017年5月号[16]、2018年8月号[17]）
- 「同棲百合」「大人百合」ほか6設問（2018年 - 2019年『百合ドリル』『百合ドリル 難問編』『百合ドリル 応用編』アンソロジー参加[18][19]）
- ほうげんしゃべらんけん！（『方言少女かんさつにっきアンソロジーコミック』2018年） - アンソロジー寄稿作品。
- 淫らな聖女様の経験値（作画：藤島真ノ介、『週刊ヤングジャンプ』2022年12号[20]） - 原作[20]。
- 聖女セレスティアの経験値（『週刊ヤングジャンプ』2022年46号[21]） - 出張版[21]。
- セカイの中心の田中凪（『ヤングジャンプ』2023年2号[22]）
- 心にギャルを飼う先輩（『ヤングガンガン』2025年No.1[23]）

### 書籍
- 『in THE ROOM』集英社〈ヤングジャンプ コミックス〉、2014年4月18日発売[24]、ISBN 978-4-08-879774-8
- 『KILLER☆KILLER GIRLS!』、集英社〈ヤングジャンプ コミックス〉2015年 - 2016年、全3巻[25]
  1. 2015年7月17日発売[26]、ISBN 978-4-08-890234-0
  2. 2016年2月19日発売[27]、ISBN 978-4-08-890315-6
  3. 2016年3月18日発売[28]、ISBN 978-4-08-890316-3
- 『じけんじゃけん！』、白泉社〈ヤングアニマルコミックス〉2016年 - 2020年、全7巻[25]
  1. 2016年10月28日発売[29]、ISBN 978-4-592-14100-6
  2. 2017年6月29日発売[30]、ISBN 978-4-592-14878-4
  3. 2017年12月26日発売[31]、ISBN 978-4-592-14879-1
  4. 2018年7月27日発売[32]、ISBN 978-4-592-14880-7
  5. 2019年1月29日発売[33]、ISBN 978-4-592-16175-2
  6. 2019年9月27日発売[34]、ISBN 978-4-592-16176-9
  7. 2020年3月27日発売[35]、ISBN 978-4-592-16177-6
- 『私と彼女のお泊まり映画』、新潮社〈バンチコミックス〉2016年 - 2018年、全3巻[25]
  1. 2016年12月9日発売[36][37]、ISBN 978-4-10-771936-2
  2. 2017年8月9日発売[38]、ISBN 978-4-10-772000-9
  3. 2018年3月9日発売[39]、ISBN 978-4-10-772058-0
- 『草薙先生は試されている。』、講談社〈星海社コミックス〉2018年 - 2019年、全3巻
  1. 2018年10月12日発売[40]、ISBN 978-4-06-513428-3
  2. 2019年5月12日発売[41]、ISBN 978-4-06-515702-2
  3. 2019年11月11日発売[42]、ISBN 978-4-06-517840-9
- 『痩せたいさんと失恋ちゃん』、漫画：文尾文、集英社〈ヤングジャンプ コミックス〉、2019年5月17日発売[11]、ISBN 978-4-08-891274-5
- 『姫ヶ崎櫻子は今日も不憫可愛い』、KADOKAWA〈MFC キューンシリーズ〉2020年 - 、既刊6巻（2025年5月27日現在）
- 『となりの信國さんは俺のことが好きな気がする』、白泉社〈ヤングアニマルコミックス〉2021年 - 2024年、全7巻
  1. 2021年4月28日発売[43][44]、ISBN 978-4-592-16641-2
  2. 2021年10月29日発売[45]、ISBN 978-4-592-16642-9
  3. 2022年5月17日発売[46]、ISBN 978-4-592-16643-6
  4. 2022年11月29日発売[47]、ISBN 978-4-592-16644-3
  5. 2023年6月29日発売[48]、ISBN 978-4-592-16645-0
  6. 2024年2月29日発売[49]、ISBN 978-4-592-16646-7
  7. 2024年10月29日発売[50]、ISBN 978-4-592-16647-4
- 『聖女セレスティアの経験値』、作画：藤島真ノ介、集英社〈ヤングジャンプ コミックス〉2022年 - 2023年、全2巻